# 1722

## Събития
- 5 април – На Великден Якоб Рогевен открива Великденския остров.

## Родени
- Паисий Хилендарски, български духовник

## Починали
- Анастасиос Михаил, гръцки просветител
- 27 юни – Джон Чърчил, Херцог Марлборо, английски военачалник
- 24 ноември – Йохан Райнкен, германски композитор